# Сентер-Гілл (Флорида)
Сентер-Гілл (англ. Center Hill) — місто (англ. city) в США, в окрузі Самтер штату Флорида. Населення — 846 осіб (2020).

## Географія
Сентер-Гілл розташований за координатами 28°37′19″ пн. ш. 82°1′3″ зх. д. / 28.62194° пн. ш. 82.01750° зх. д. (28.621923, -82.017362).  За даними Бюро перепису населення США в 2010 році місто мало площу 16,66 км², з яких 15,27 км² — суходіл та 1,38 км² — водойми.

## Демографія
Згідно з переписом 2010 року, у місті мешкало 988 осіб у 316 домогосподарствах у складі 252 родин. Густота населення становила 59 осіб/км².  Було 486 помешкань (29/км²).
Расовий склад населення:
| - 66,4 % — білих - 8,9 % — чорних або афроамериканців - 1,0 % — корінних американців - 0,5 % — азіатів - 19,3 % — осіб інших рас |

До двох чи більше рас належало 3,8 %. Частка іспаномовних становила 36,9 % від усіх жителів.
За віковим діапазоном населення розподілялося таким чином: 31,3 % — особи молодші 18 років, 55,3 % — особи у віці 18—64 років, 13,4 % — особи у віці 65 років та старші. Медіана віку мешканця становила 31,2 року. На 100 осіб жіночої статі у місті припадало 102,0 чоловіків;  на 100 жінок у віці від 18 років та старших — 98,0 чоловіків також старших 18 років.
Середній дохід на одне домашнє господарство  становив 33 840 доларів США (медіана — 29 821), а середній дохід на одну сім'ю — 40 890 доларів (медіана — 36 333). Медіана доходів становила 22 208 доларів для чоловіків та 22 363 долари для жінок. За межею бідності перебувало 40,8 % осіб, у тому числі 72,0 % дітей у віці до 18 років та 15,7 % осіб у віці 65 років та старших.
Цивільне працевлаштоване населення становило 423 особи. Основні галузі зайнятості: роздрібна торгівля — 18,2 %, освіта, охорона здоров'я та соціальна допомога — 15,8 %, виробництво — 13,0 %, оптова торгівля — 12,1 %.